# 온양민속박물관
온양민속박물관은 충청남도 아산시 권곡동에 자리잡고 있는 사설 민속관으로 1978년 개관하였다.

## 개요
설립자인 구정 김원대는 아동서적 전문출판사인 계몽사의 창업자이며 현재는 김원대 창업자의 둘째딸 김은경씨가 관장으로 재직하고 있다. 재단법인 구정문화재단이 운영하고 있으며 세 개의 상설전시실과 야외전시실로 이루어져 있다. 1전시실은 한국인의 삶을, 2전시실은 생업과 자연환경을, 3전시실은 다양한 문화와 제도를 소개하고 있다. 야외전시장에는 너와집과 연자매,옛날사람들의 음식, 지소, 고인돌이 전시되어 있다.
대지 2만 5000평, 건평 3,300평의 이 박물관은 제1, 2, 3, 4전시실로 나누어져 있다. 제1전시실에는 한국인의 일생 및 의/식/주, 제2전시실은 생업(生業), 제3전시실은 민속공예/민간신앙과 오락/학술과 제도, 제4전시실은 특별전시실로 민화실과 불교 회화실/퇴호유물실로 되어 있다. 총 1만 7000여 점의 민속자료가 소장 및 전시되어 있으며 그밖에 야외전시장에는 석조미술품과 토속가옥/방앗간/정자/장승 등을 복원해 놓았다.